# Noginsk
Noginsk (russisch Ногинск) ist eine russische Großstadt in der Oblast Moskau, rund 50 km östlich von Moskau mit 100.072 Einwohnern (Stand 14. Oktober 2010). Sie ist Verwaltungszentrum des Rajon Noginsk.

## Geschichte

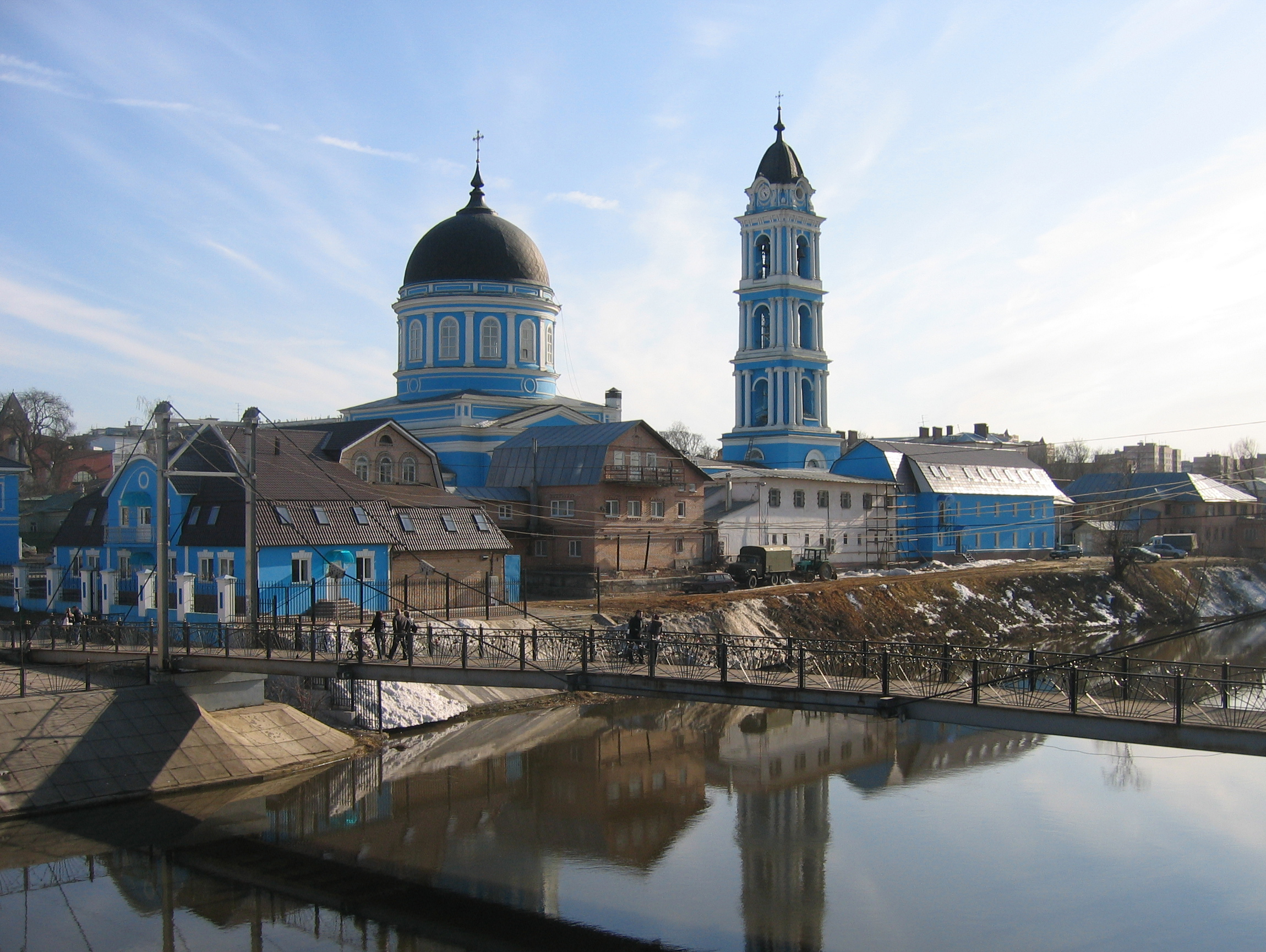
Erscheinungs-Kathedrale am Kljasma-Ufer in Noginsk

Erstmals erwähnt 1389 als Dorf Rogosch (Рогожь) und später als Handelssiedlung namens Stary Rogoschski Jam (Старый Рогожский Ям), hieß die Stadt seit 1781 Bogorodsk (Богородск). 1930 erhielt die Stadt ihren heutigen Namen nach dem Parteifunktionär Wiktor Pawlowitsch Nogin.
Im Jahr 2004 wurden die Siedlungen Kowerschi und Jamskije Lessa eingemeindet.
Noginsk ist der Sitz des Senders Radio Majak. Außerdem befindet sich dort auch eine Sendeanlage für Langwellenrundfunk.
Die Stadt verfügte über ein kleines Straßenbahnnetz mit 13,7 km Länge, erbaut 1923, in Betrieb seit 2. März 1924. Nach einer vorübergehenden Unterbrechung von 1. April 2011 bis 30. Juni 2012 wurde der Betrieb zum 12. Juni 2013 endgültig eingestellt.

### Bevölkerungsentwicklung
| Jahr | Einwohner |
| ---- | --------- |
| 1897 | 11.102    |
| 1926 | 38.500    |
| 1939 | 81.004    |
| 1959 | 94.522    |
| 1970 | 103.735   |
| 1979 | 118.750   |
| 1989 | 123.020   |
| 2002 | 117.555   |
| 2010 | 100.072   |

Anmerkung: Volkszählungsdaten (1926 gerundet)

## Wirtschaft
Die holzverarbeitende Industrie ist die wichtigste wirtschaftliche Einnahmequelle, an zweiter Stelle folgt die Landwirtschaft (Versorgungsnähe zu Moskau).
In Fachkreisen ist Noginsk bekannt für sein Übungsgelände für internationale Antiterrorübungen und Katastrophenabwehr. Die letzte große internationale Übung mit Beteiligung von zehn NATO-Staaten (darunter auch Deutschland) fand im September 2002 statt.

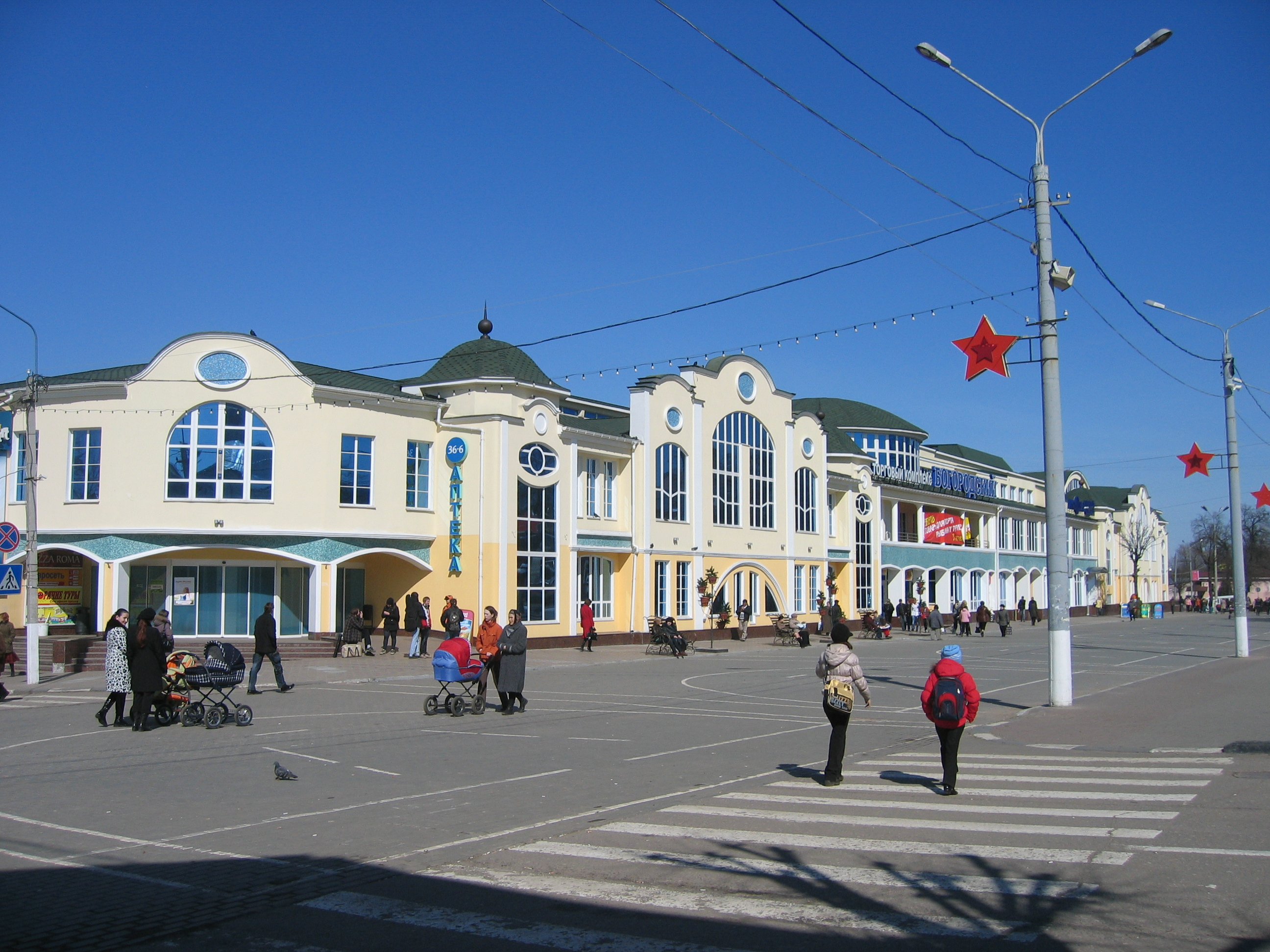
Fußgängerzone in Noginsk
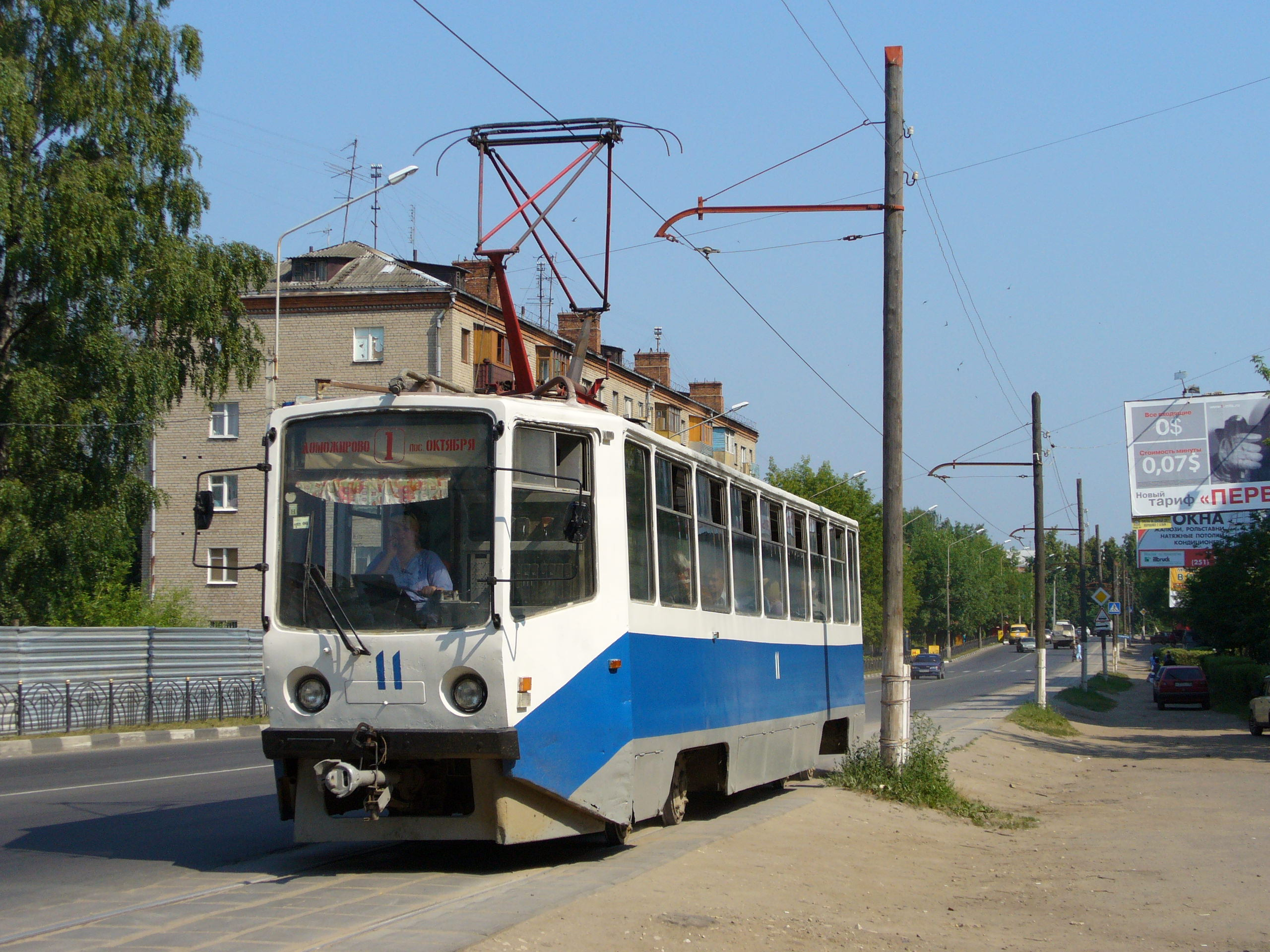
Eine Straßenbahn (Typ 71-608) in Noginsk (Betrieb eingestellt 2013)
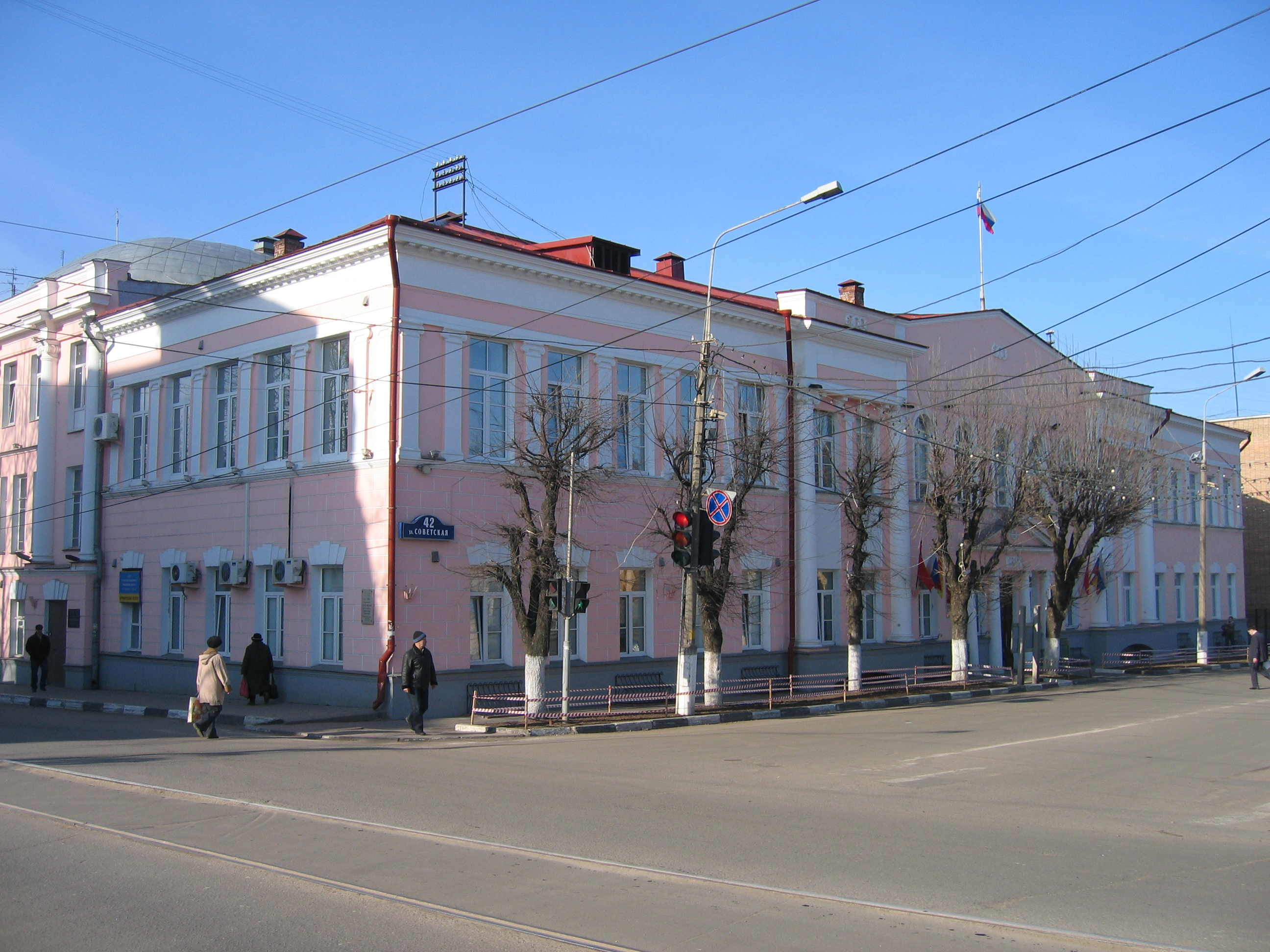
Stadtverwaltung

## Söhne und Töchter der Stadt
- Wladimir Serbski (1858–1917), Psychiater, Namensgeber für das Moskauer Serbski-Institut für forensische Psychiatrie
- Iwan Skworzow-Stepanow (1870–1928), Historiker, Ökonom und Politiker
- Pawel Alexandrow (1896–1982), Mathematiker
- Walentin Sedow (1924–2004), Archäologe
- Igor Talankin (1927–2010), Filmregisseur und Drehbuchautor
- Jewgeni Jorkin (1932–1982), Eishockeyspieler
- Tamara Nowikowa (* 1932), Radrennfahrerin
- Anatoli Ionow (1939–2019), Eishockeyspieler
- Wladimir Fortow (1946–2020), Physiker, Träger des Max-Planck-Forschungspreises für Physik
- Irina Rodionowa (* 1951), Wirtschaftsgeographin und Hochschullehrerin
- Anatoli Lipinski (* 1959), Konteradmiral
- Renat Janbajew (* 1984), Fußballspieler
- Olga Vilenskaia (* 1984), Sopranistin
- Wjatscheslaw Kuljomin (* 1990), Eishockeyspieler
- Tatjana Kaschirina (* 1991), Gewichtheberin